# Stora Bjurevatten
Stora Bjurevatten är en sjö i Stenungsunds kommun i Bohuslän och ingår i Göta älv-Bäveåns kustområde. Sjön är 9 meter djup, har en yta på 0,301 kvadratkilometer och befinner sig 103,4 meter över havet. Sjöns utlopp är i dess södra ände och den avvattnas via Håltesjön och Ålevatten till Rördalsån.
Vid sjöns norra ände ligger gården Bjurhålt och vid sjöns södra ände ligger ödetorpet Bengtskärr (ibland benämnt Bengtsgärde) vilket hörde till gården Hålt. Större delen av sjön hörde till gården Bjurhålt i Ucklums socken och den södra delen hörde till gården Hålt i Spekeröds socken. Delen i Ucklums socken delades senare upp så att östra delen fortsatte höra till Bjurhålt men den västra delades så till gårdarna Ucklum (södra delen) och Tjurbacken (norra biten).

## Delavrinningsområde
Stora Bjurevatten ingår i det delavrinningsområde (643907-126989) som SMHI kallar för Mynnar i Anråse å. Medelhöjden för delavrinningsområdet är 116 meter över havet och ytan är 39,07 kvadratkilometer. Det finns inga avrinningsområden uppströms utan avrinningsområdet är högsta punkten. Rördalsån som avvattnar avrinningsområdet har biflödesordning 2, vilket innebär att vattnet flödar genom totalt 2 vattendrag innan det når havet efter 6,1 kilometer. Avrinningsområdet består mestadels av skog (81 %). Avrinningsområdet har 4,08 kvadratkilometer vattenytor vilket ger det en sjöprocent på 10,4 %.

## Bilder

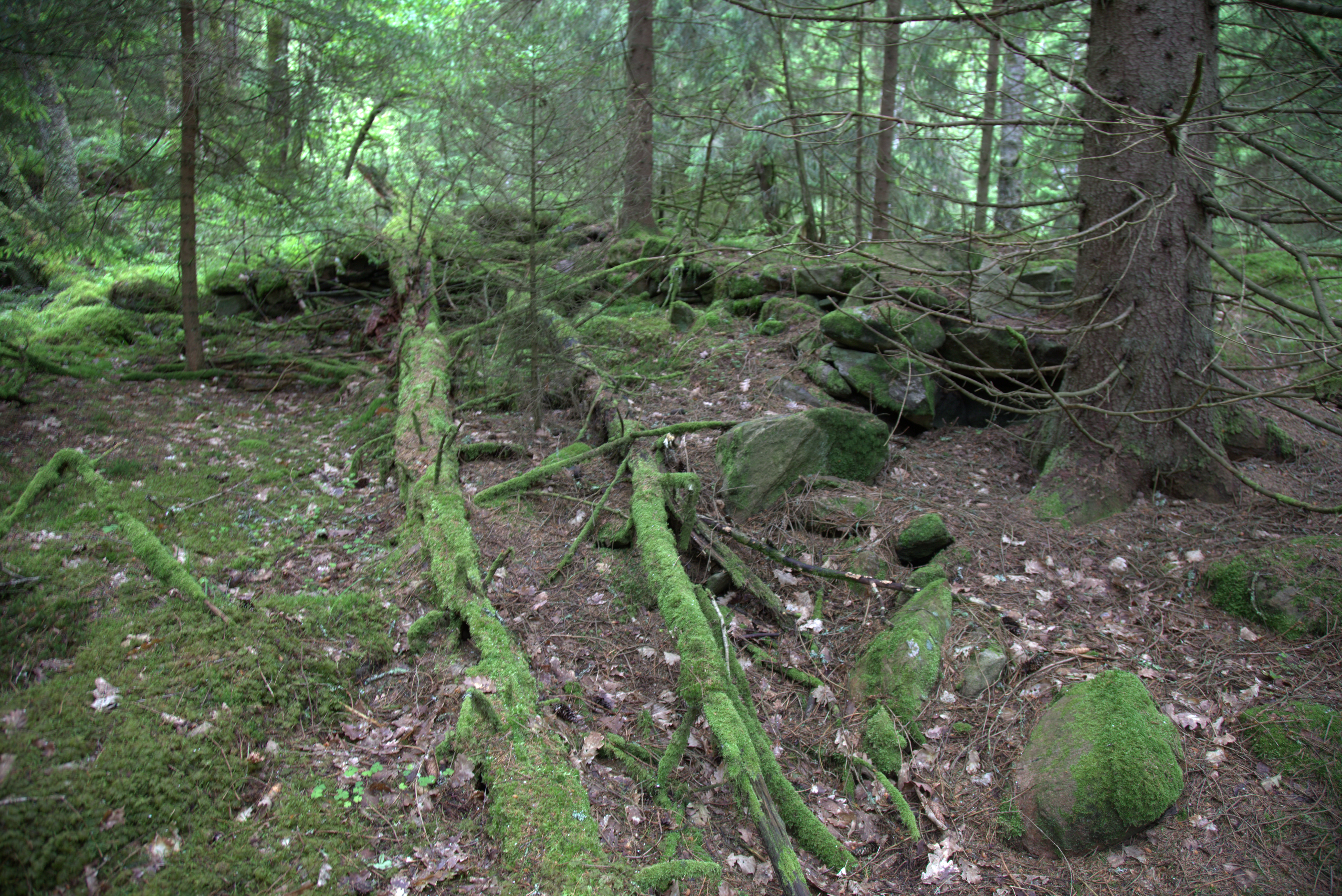
Delar av resterna av ödetorpet Bengtskärr.